# Jonas Schützeberg
Jonas Schützeberg (13 de junio de 1984) es un deportista alemán que compitió en remo. Ganó cuatro medallas en el Campeonato Mundial de Remo entre los años 2008 y 2013.

## Palmarés internacional
| Campeonato Mundial | Campeonato Mundial      | Campeonato Mundial | Campeonato Mundial      |
| Año                | Lugar                   | Medalla            | Prueba                  |
| ------------------ | ----------------------- | ------------------ | ----------------------- |
| 2008               | Ottensheim (Austria)    | Medalla de plata   | Ocho con timonel ligero |
| 2011               | Bled (Eslovenia)        | Medalla de plata   | Cuatro scull ligero     |
| 2012               | Plovdiv (Bulgaria)      | Medalla de oro     | Ocho con timonel ligero |
| 2013               | Chungju (Corea del Sur) | Medalla de plata   | Cuatro scull ligero     |